# Agapostemon virescens
Agapostemon virescens là một loài Hymenoptera trong họ Halictidae. Loài này được Fabricius mô tả khoa học năm 1775.

## Hình ảnh

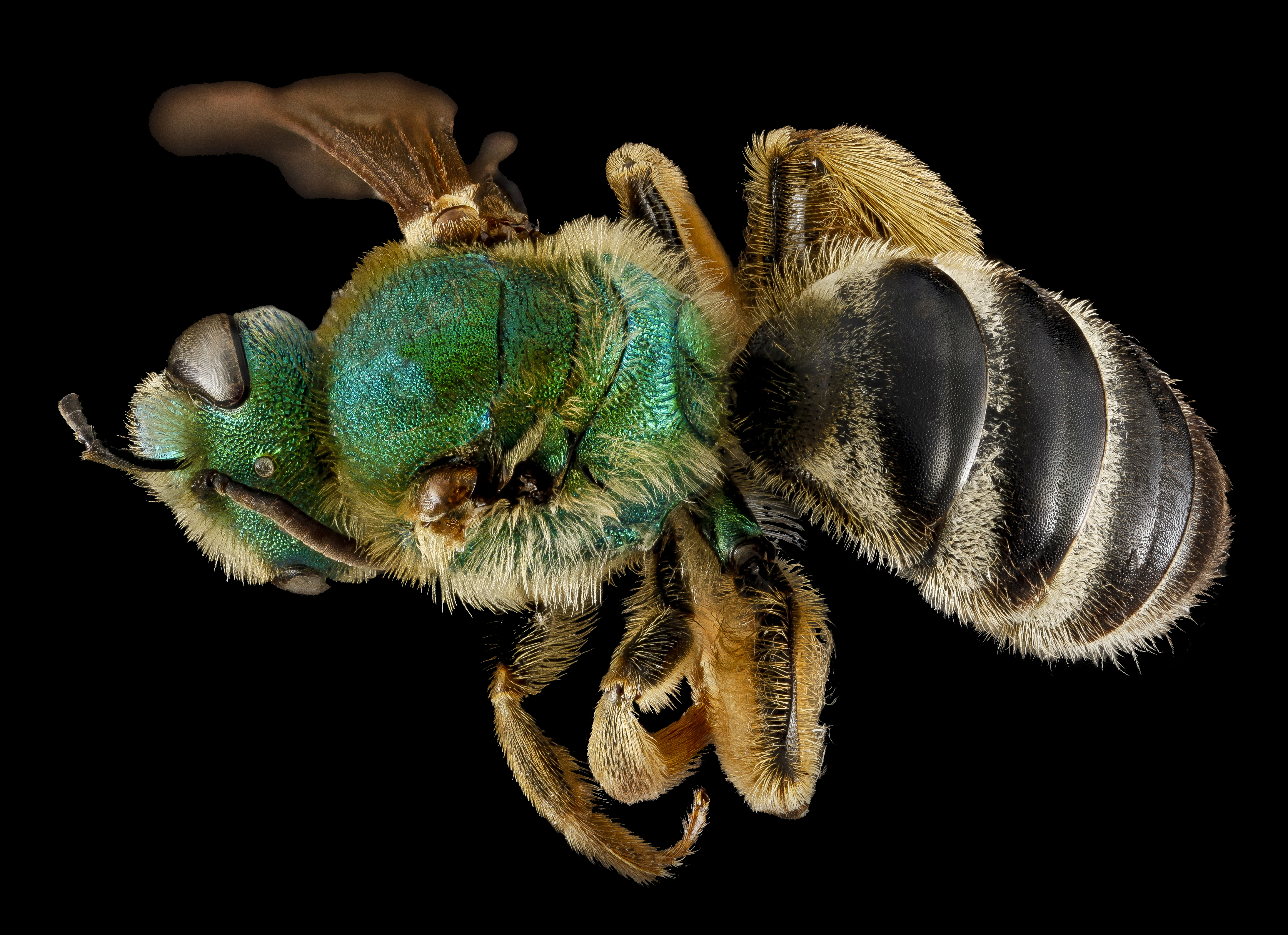
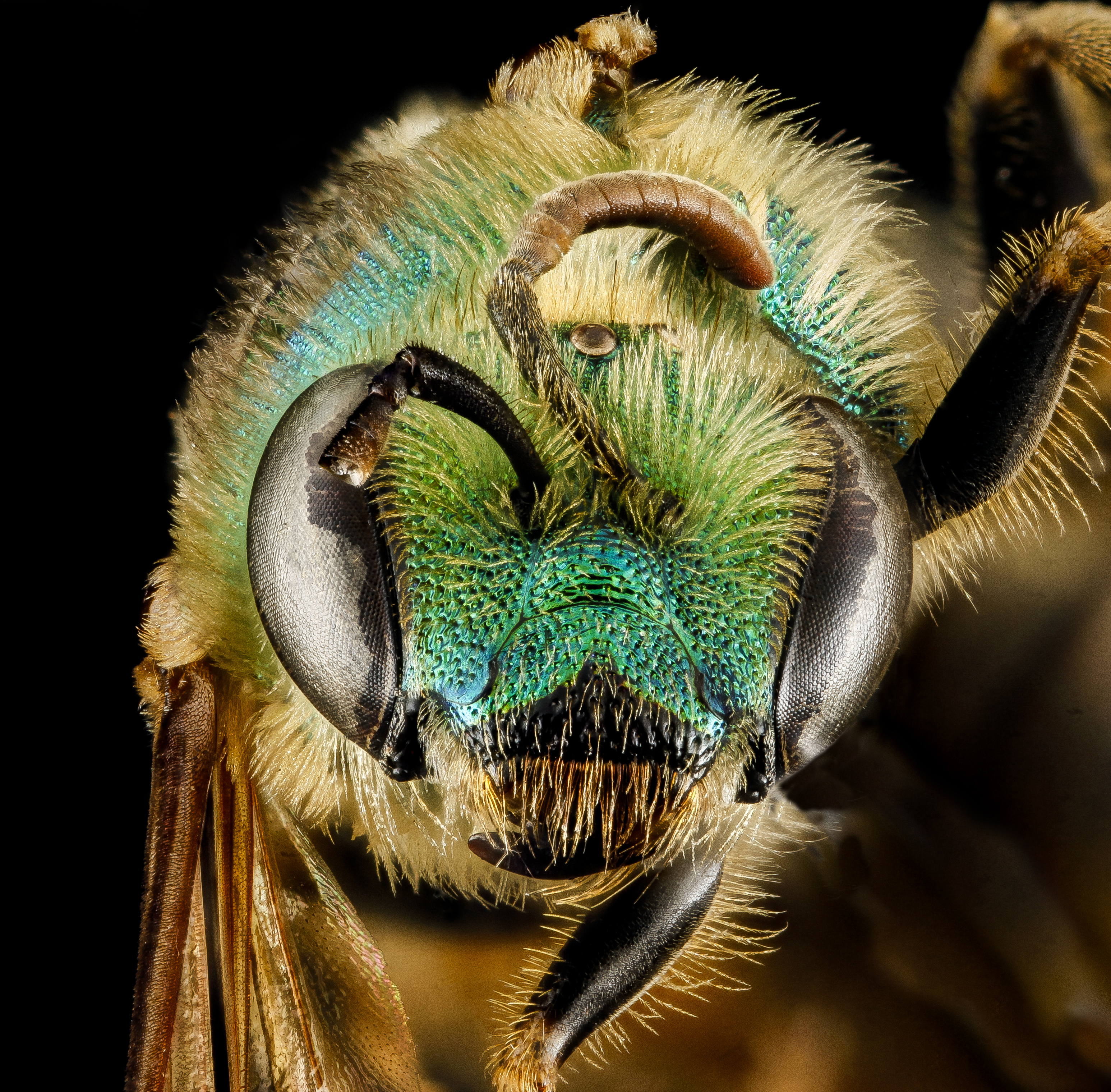
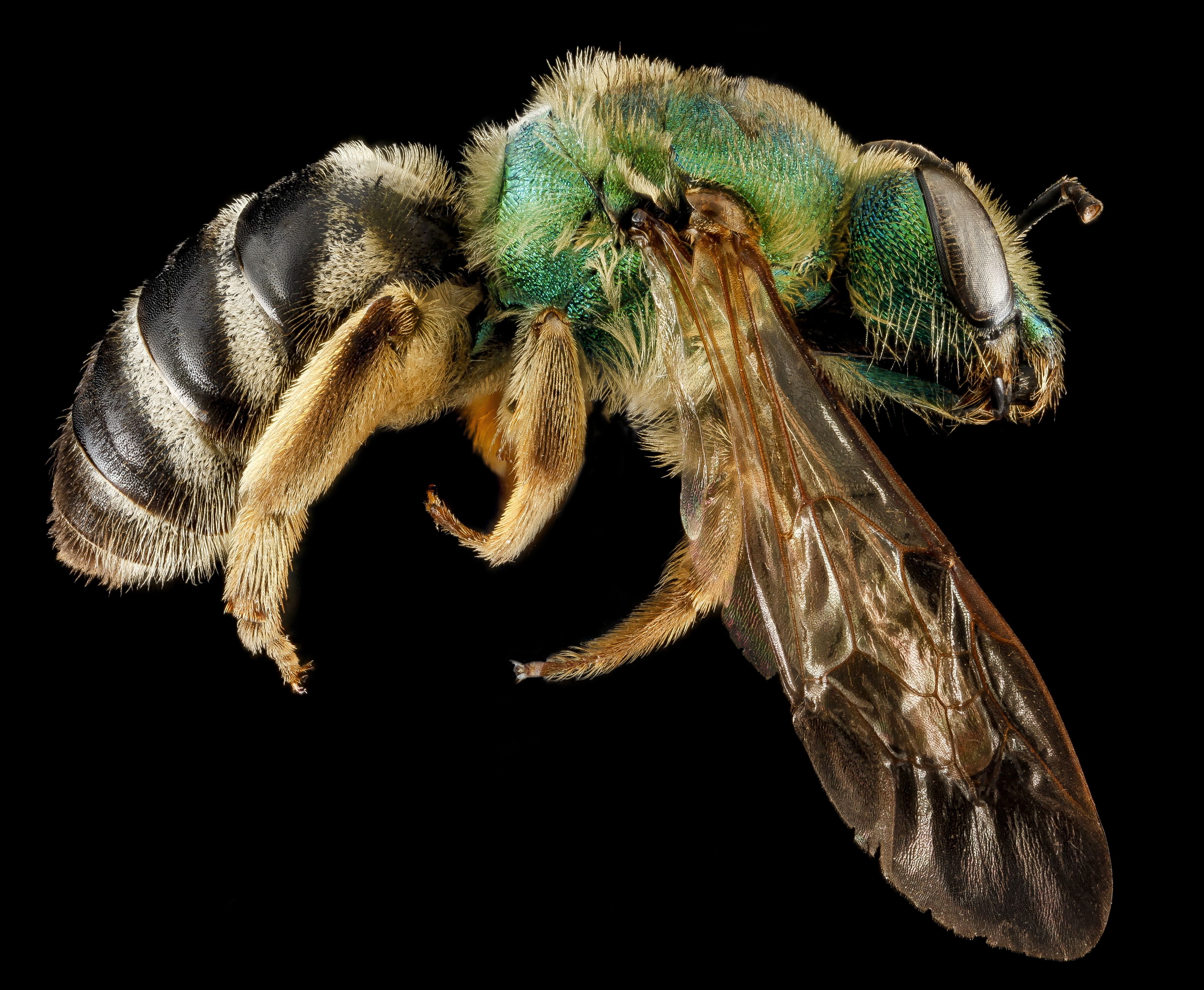
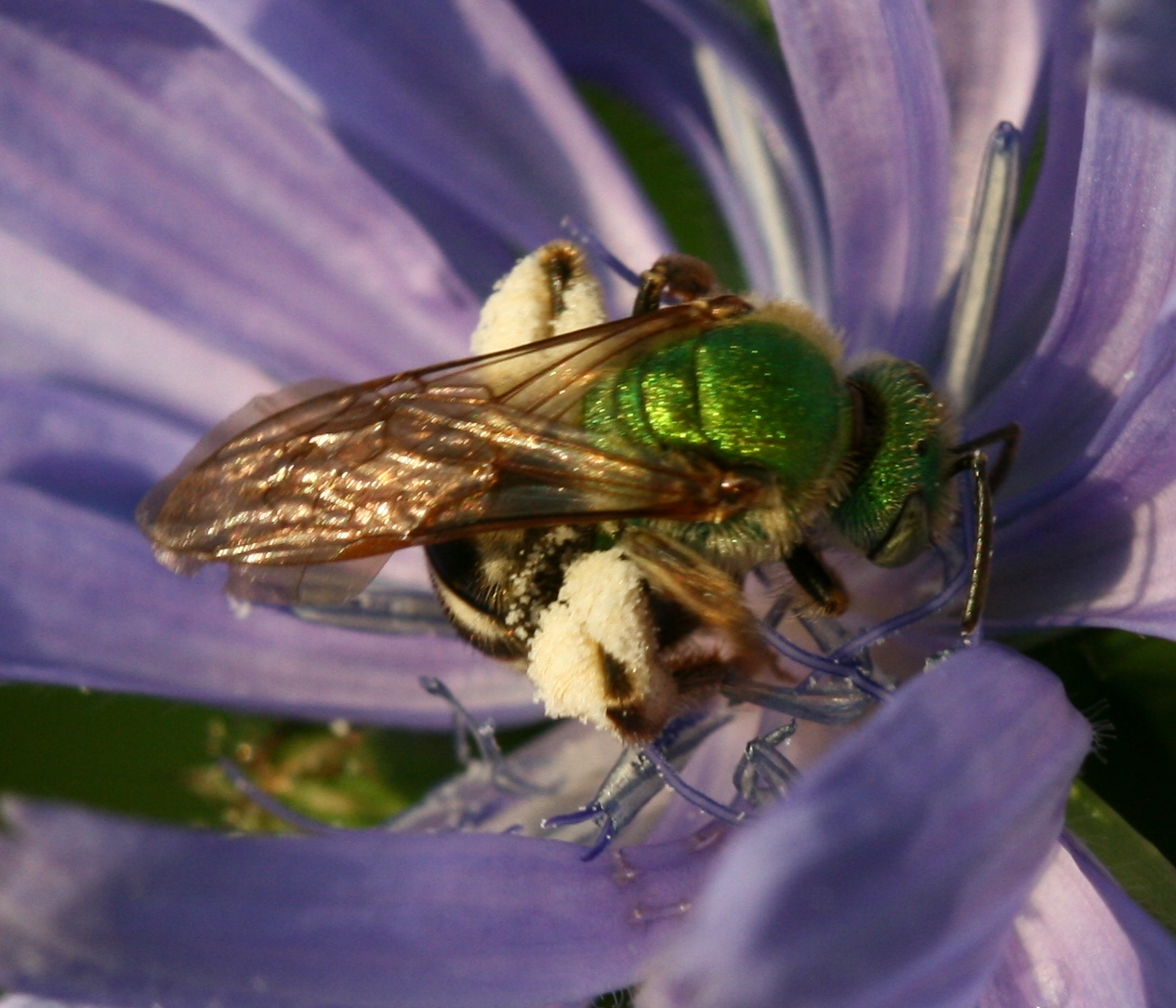